# Light + Shade
Light + Shade è un album in studio di Mike Oldfield pubblicato nel 2005 da Mercury Records in formato CD. È il ventiseiesimo album del musicista britannico.

## Il disco
Light + Shade è strutturato in due parti: Light dal suono progressivo e quasi trance, e Shade, più oscuro e malinconico. Il disco include anche quattro tracce (Quicksilver, Our Father, Slipstream e Angelique) in formato U-MYX, che permette agli acquirenti, grazie al software U-Myx Enhanced Section, di creare nuovi brani rielaborandoli e mixandoli.
Tutti i brani sono scritti da Mike Oldfield, tranne Slipstream (scritto insieme a Jason Cluts), Lakme (un adattamento di un brano tratto dalla Lakmé di Léo Delibes) e Closer (una rilettura del brano tradizionale Pres De Toi). Queste ultime due tracce sono presenti solo nell'edizione speciale del disco.
Tutte le parti vocali del disco sono state realizzate con l'uso del software Vocaloid.
Dopo l'uscita dell'album, il giornalista Martin Aston intervistò Mike Oldfield, che descrisse ogni brano e tutte le sue caratteristiche.

## Tracce
Light
1. Angelique – 4:40
2. Blackbird – 4:39
3. The Gate – 4:14
4. First Steps – 10:02
5. Closer – 2:51
6. Our Father – 6:50
7. Rocky – 3:19
8. Sunset – 4:47

Durata totale: 41:22
Shade
1. Quicksilver – 5:55
2. Resolution – 4:33
3. Slipstream – 5:15
4. Surfing – 5:36
5. Tears of an Angel – 5:38
6. Romance – 4:00
7. Ringscape – 4:22
8. Nightshade – 5:11

Durata totale: 40:30